# San Isidro (Texas)
San Isidro es un lugar designado por el censo ubicado en el condado de Starr en el estado estadounidense de Texas. En el Censo de 2010 tenía una población de 240 habitantes y una densidad poblacional de 29,86 personas por km².

## Geografía
San Isidro se encuentra ubicado en las coordenadas 26°42′49″N 98°26′52″O / 26.71361, -98.44778. Según la Oficina del Censo de los Estados Unidos, San Isidro tiene una superficie total de 8.04 km², de la cual 8.04 km² corresponden a tierra firme y (0%) 0 km² es agua.

## Demografía
Según el censo de 2010, había 240 personas residiendo en San Isidro. La densidad de población era de 29,86 hab./km². De los 240 habitantes, San Isidro estaba compuesto por el 93.75% blancos, el 0% eran afroamericanos, el 0% eran amerindios, el 0% eran asiáticos, el 0% eran isleños del Pacífico, el 4.17% eran de otras razas y el 2.08% pertenecían a dos o más razas. Del total de la población el 90.83% eran hispanos o latinos de cualquier raza.